# Star Wars: Shatterpoint
Star Wars: Shatterpoint ist ein skirmish Tabletop-Spiel von Atomic Mass Games im Star-Wars-Universum.
Das Spiel wurde am 9. November 2022 das erste Mal angekündigt und im Juni 2023 veröffentlicht. Wie bei Tabletop-Spielen üblich, erscheinen einzelne Miniaturensets als Erweiterung für das Spiel. Das Spiel erschien in Englisch, Deutsch Französisch und Spanisch.
Nachdem Star Wars: X-Wing und Star Wars: Armada von Fantasy Flight Games zu Atomic Mass Games übertragen wurden, ist Star Wars: Shatterpoint die erste Eigenentwicklung von Atomic Mass Games.
2025 gab Asmodee Deutschland bekannt, dass das zukünftige Veröffentlichungen als multilinguale Versionen in Englisch, Französisch und Spanisch erscheinen werden und daher nicht mehr ins Deutsche übersetzt werden.

## Spielablauf

### Spielmaterial
Star Wars: Shatterpoint wird mit Miniaturen gespielt die Einheiten oder Charakter darstellen sollen. Zu jeder Einheit gibt es Wertekarten. Dadurch müssen die Attribute und Sonderregeln der einzelnen Einheiten nicht wie bei vielen anderen Tabletop-Spielen in einem Buch nachgeschlagen werden. Zusätzlich gibt es zu jeder Einheit eine Kampfstilkarte und eine Befehlskarte.
Ein weiteres Kartenset mit sog. Konfliktkarten dient zur Auswahl des Szenarios. Der Sieger eines Szenarios wird über die sog. Konfliktleiste ermittelt.
Neben den Miniaturen werden noch Bewegungs- und Reichweitenschablonen sowie spezielle Würfel genutzt. Zusätzlich werden diverse Marker gebraucht.
Vor Spielbeginn muss das Spielfeld aufgebaut und mit Geländestücken versehen werden. Wie bei Tabletop-Spielen hat das Spielfeld keine Einteilung und ist standardmäßig 91 cm × 91 cm groß.

### Spielvorbereitung
Bei Star Wars: Shatterpoint werden die Miniaturen im Gussrahmen und nicht bemalt ausgeliefert. Vor dem ersten Spiel müssen die Spieler also ihre Miniaturen aus dem Gussrahmen lösen und zusammenbauen. Außerdem muss auch das mitgelieferte Gelände zusammengebaut werden. Viele Spieler bemalen ihre Miniaturen noch.
Wie bei Tabletop-Spielen üblich, müssen die Spieler bei Star War: Shatterpoint vor dem Spiel ihre Liste zusammenstellen. Das passiert häufig nicht am Spieltermin. Bei Turnieren kann es sogar sein, dass Spieler die geplante Liste vorab einreichen müssen. Dabei wählt jeder Spieler 2 Squads (auf dt.: Trupps) und die Squads lassen sich noch aus unterschiedlich Einheiten zusammenstellen. Dabei gibt es 3 Einheitentypen und ein Punktesystem. Über dieses Punktesystem und eine Begrenzung der einzelnen Einheitentypen erfolgt das Ausbalancieren der einzelnen Squads.
Das Spiel wird mit Szenarien, sog. Konflikten, gespielt. Im Gegensatz zu vielen anderen Tabletop-Spielen wird ein Spiel in 3 Konfliktphasen unterteilt und in jeder Konfliktphase wird eine neue Konfliktkarte gespielt. Das Spielziel ändert sich damit während des Spiels. Vor dem Spiel wird aus den Konfliktkarten beider Spieler zufällig ein Stapel mit 3 Konfliktkarten gebildet. Die Karten späterer Konfliktphasen bleiben verdeckt, sodass die Spieler die folgenden Szenarien nicht kennen.

### Spielablauf
Während des Spiels aktivieren die Spieler abwechselnd eine Einheit. Im Gegensatz zu vielen anderen Tabletop-Spielen, darf ein Spieler nicht frei wählen, welche Einheit er aktiviert. Beide Spieler bilden ihren eigenen Stapel mit den Befehlskarten ihrer Einheiten, mischen diesen Stapel und legen ihn verdeckt vor sich ab. Ist ein Spieler an der Reihe, deckt er die oberste Karten seines Befehlskartenstapels auf und kann diese Einheit aktivieren. Die Spielregeln bieten dem Spieler die Möglichkeit in begrenztem Umfang noch einmal Einfluss auf diese Reihenfolge zu nehmen. Wurde alle Befehlskarten genutzt, wird der Stapel aufgefrischt.
Wird eine Einheit aktiviert, kann sie grundsätzlich 2 von 6 Aktionen wählen. Darunter fallen Bewegung, Fokus, Kampf, Fähigkeit, Ausruhen und Ducken. Der Spieler darf während eine Aktivierung aber nicht zweimal die gleiche Aktion wählen. Am Ende jeder Aktivierung werden Punkte für die Konfliktleiste vergeben.
Der Spieler, der zuerst zwei Konflikte gewonnen hat, gewinnt das Spiel.

## Auszeichnung und Nominierungen

### Auszeichnung
2023 wurde Star Wars: Shatterpoint mit dem Origin Award für Best Miniatures Game (auf dt.: bestes Miniaturenspiel) ausgezeichnet.

### Rezension
2024 hatte Star Wars: Shatterpoint auf BoardGameGeek eine Wertung von 8,0.